# Interlands Colombiaans voetbalelftal 2000-2009
Deze pagina toont een chronologisch en gedetailleerd overzicht van de interlands die het Colombiaans voetbalelftal speelde in de periode 2000 – 2009.

## Interlands

### 2000
| CONCACAF Gold Cup |
| ----------------- |

|                                                       |                      |       |         |                                                                            |
| 12 februari Gold Cup Groep A № 326 «onderlinge duels» | Colombia             | 1 – 0 | Jamaica | Orange Bowl, Miami Toeschouwers: 49.451 Scheidsrechter: Felipe Ramos (MEX) |
| 12 februari Gold Cup Groep A № 326 «onderlinge duels» | Gonzalo Martínez 15' |       |         | Orange Bowl, Miami Toeschouwers: 49.451 Scheidsrechter: Felipe Ramos (MEX) |

|                                                       |          |                                   |          |                                                                              |
| 16 februari Gold Cup Groep A № 327 «onderlinge duels» | Colombia | 0 – 2                             | Honduras | Orange Bowl, Miami Toeschouwers: 36.004 Scheidsrechter: Ramesh Ramdhan (T&T) |
| 16 februari Gold Cup Groep A № 327 «onderlinge duels» |          | 71' Carlos Pavón 78' Milton Núñez |          | Orange Bowl, Miami Toeschouwers: 36.004 Scheidsrechter: Ramesh Ramdhan (T&T) |

|                                                           |                                                              |       |                                                                  |                                                                             |
| 19 februari Gold Cup Kwartfinale № 328 «onderlinge duels» | Verenigde Staten                                             | 2 – 2 | Colombia                                                         | Orange Bowl, Miami Toeschouwers: 32.972 Scheidsrechter: Carlos Batres (GUA) |
| 19 februari Gold Cup Kwartfinale № 328 «onderlinge duels» | Brian McBride 20' Chris Armas 51'                            |       | 24' Faustino Asprilla 81' Gerardo Bedoya                         | Orange Bowl, Miami Toeschouwers: 32.972 Scheidsrechter: Carlos Batres (GUA) |
| 19 februari Gold Cup Kwartfinale № 328 «onderlinge duels» | Strafschoppen                                                |       |                                                                  | Orange Bowl, Miami Toeschouwers: 32.972 Scheidsrechter: Carlos Batres (GUA) |
| 19 februari Gold Cup Kwartfinale № 328 «onderlinge duels» | Eric Wynalda Claudio Reyna Eddie Lewis Chris Armas Ben Olsen | 1 – 2 | John Wilmar Pérez Gonzalo Martínez Mayer Candelo Andrés Mosquera | Orange Bowl, Miami Toeschouwers: 32.972 Scheidsrechter: Carlos Batres (GUA) |

|                                                            |                                               |       |                      |                                                                                            |
| 23 februari Gold Cup Halve finale № 329 «onderlinge duels» | Colombia                                      | 2 – 1 | Peru                 | Jack Murphy Stadium, San Diego Toeschouwers: 34.020 Scheidsrechter: Rafael Rodríguez (ESA) |
| 23 februari Gold Cup Halve finale № 329 «onderlinge duels» | Marcial Salazar 40' (e.d.) Víctor Bonilla 53' |       | 75' Roberto Palacios | Jack Murphy Stadium, San Diego Toeschouwers: 34.020 Scheidsrechter: Rafael Rodríguez (ESA) |

|                                                      |          |                                           |        |                                                                                            |
| 27 februari Gold Cup Finale № 330 «onderlinge duels» | Colombia | 0 – 2                                     | Canada | Memorial Coliseum, Los Angeles Toeschouwers: 6.197 Scheidsrechter: Peter Prendergast (JAM) |
| 27 februari Gold Cup Finale № 330 «onderlinge duels» |          | 45' Jason deVos 68' (pen.) Carlo Corazzin |        | Memorial Coliseum, Los Angeles Toeschouwers: 6.197 Scheidsrechter: Peter Prendergast (JAM) |

|  |  |  |  |  |  |  |  |  |

|                                                   |          |       |          |                                                                                     |
| 28 maart WK-kwalificatie № 331 «onderlinge duels» | Colombia | 0 – 0 | Brazilië | Estadio El Campín, Bogotá Toeschouwers: 42.356 Scheidsrechter: Gustavo Méndez (URU) |
| 28 maart WK-kwalificatie № 331 «onderlinge duels» |          |       |          | Estadio El Campín, Bogotá Toeschouwers: 42.356 Scheidsrechter: Gustavo Méndez (URU) |

|                                                   |                   |       |                    |                                                                                      |
| 26 april WK-kwalificatie № 332 «onderlinge duels» | Bolivia           | 1 – 1 | Colombia           | Estadio Hernando Siles, La Paz Toeschouwers: 46.000 Scheidsrechter: José Arana (PER) |
| 26 april WK-kwalificatie № 332 «onderlinge duels» | Erwin Sánchez 17' |       | 39' Jairo Castillo | Estadio Hernando Siles, La Paz Toeschouwers: 46.000 Scheidsrechter: José Arana (PER) |

|                                                   |                                                               |       |         |                                                                                       |
| 27 mei Vriendschappelijk № 333 «onderlinge duels» | Colombia                                                      | 3 – 0 | Jamaica | Giants Stadium, East Rutherford Toeschouwers: 41.609 Scheidsrechter: Brian Hall (USA) |
| 27 mei Vriendschappelijk № 333 «onderlinge duels» | Jairo Castillo 31' Alexander Viveros 75' Héctor Hurtado 90+1' |       |         | Giants Stadium, East Rutherford Toeschouwers: 41.609 Scheidsrechter: Brian Hall (USA) |

|                                                 |                                                                   |       |           |                                                                                  |
| 4 juni WK-kwalificatie № 334 «onderlinge duels» | Colombia                                                          | 3 – 0 | Venezuela | Estadio El Campín, Bogotá Toeschouwers: 20.584 Scheidsrechter: Oscar Godoi (BRA) |
| 4 juni WK-kwalificatie № 334 «onderlinge duels» | Alexander Viveros 27' Iván Córdoba 42' (pen.) Iván Valenciano 88' |       |           | Estadio El Campín, Bogotá Toeschouwers: 20.584 Scheidsrechter: Oscar Godoi (BRA) |

|                                                  |                    |       |                                                               |                                                                                      |
| 29 juni WK-kwalificatie № 335 «onderlinge duels» | Colombia           | 1 – 3 | Argentinië                                                    | Estadio El Campín, Bogotá Toeschouwers: 43.246 Scheidsrechter: Jorge Larrionda (URU) |
| 29 juni WK-kwalificatie № 335 «onderlinge duels» | Frankie Oviedo 26' |       | 23' Gabriel Batistuta 44' Gabriel Batistuta 74' Hernán Crespo | Estadio El Campín, Bogotá Toeschouwers: 43.246 Scheidsrechter: Jorge Larrionda (URU) |

|                                                  |      |                      |          |                                                                                 |
| 19 juli WK-kwalificatie № 336 «onderlinge duels» | Peru | 0 – 1                | Colombia | Estadio Nacional, Lima Toeschouwers: 32.207 Scheidsrechter: Mario Sánchez (CHI) |
| 19 juli WK-kwalificatie № 336 «onderlinge duels» |      | 48' Juan Pablo Ángel |          | Estadio Nacional, Lima Toeschouwers: 32.207 Scheidsrechter: Mario Sánchez (CHI) |

|                                                  |         |       |          |                                                                                            |
| 25 juli WK-kwalificatie № 337 «onderlinge duels» | Ecuador | 0 – 0 | Colombia | Estadio Olímpico Atahualpa, Quito Toeschouwers: 37.617 Scheidsrechter: Ubaldo Aquino (PAR) |
| 25 juli WK-kwalificatie № 337 «onderlinge duels» |         |       |          | Estadio Olímpico Atahualpa, Quito Toeschouwers: 37.617 Scheidsrechter: Ubaldo Aquino (PAR) |

|                                                      |                    |       |         |                                                                                     |
| 15 augustus WK-kwalificatie № 338 «onderlinge duels» | Colombia           | 1 – 0 | Uruguay | Estadio El Campín, Bogotá Toeschouwers: 31.000 Scheidsrechter: Daniel Giménez (ARG) |
| 15 augustus WK-kwalificatie № 338 «onderlinge duels» | Jairo Castillo 72' |       |         | Estadio El Campín, Bogotá Toeschouwers: 31.000 Scheidsrechter: Daniel Giménez (ARG) |

|                                                      |       |                    |          |                                                                                        |
| 2 september WK-kwalificatie № 339 «onderlinge duels» | Chili | 0 – 1              | Colombia | Estadio Nacional, Santiago Toeschouwers: 65.000 Scheidsrechter: Gustavo Gallesio (URU) |
| 2 september WK-kwalificatie № 339 «onderlinge duels» |       | 67' Jairo Castillo |          | Estadio Nacional, Santiago Toeschouwers: 65.000 Scheidsrechter: Gustavo Gallesio (URU) |

|                                                    |          |                                             |          |                                                                                       |
| 7 oktober WK-kwalificatie № 340 «onderlinge duels» | Colombia | 0 – 2                                       | Paraguay | Estadio El Campín, Bogotá Toeschouwers: 42.330 Scheidsrechter: Horacio Elizondo (ARG) |
| 7 oktober WK-kwalificatie № 340 «onderlinge duels» |          | 3' Roque Santa Cruz 90' José Luis Chilavert |          | Estadio El Campín, Bogotá Toeschouwers: 42.330 Scheidsrechter: Horacio Elizondo (ARG) |

|                                                      |                  |       |          |                                                                                          |
| 15 november WK-kwalificatie № 341 «onderlinge duels» | Brazilië         | 1 – 0 | Colombia | Estádio do Morumbi, São Paulo Toeschouwers: 56.213 Scheidsrechter: Jorge Larrionda (URU) |
| 15 november WK-kwalificatie № 341 «onderlinge duels» | Roque Junior 90' |       |          | Estádio do Morumbi, São Paulo Toeschouwers: 56.213 Scheidsrechter: Jorge Larrionda (URU) |

### 2001
|                                                       |                                      |       |                                                          |                                                                                      |
| 31 januari Vriendschappelijk № 342 «onderlinge duels» | Mexico                               | 2 – 3 | Colombia                                                 | Memorial Coliseum, Los Angeles Toeschouwers: 20.000 Scheidsrechter: Brian Hall (USA) |
| 31 januari Vriendschappelijk № 342 «onderlinge duels» | Claudio Suárez 9' Luis Hernández 15' |       | 40' Gerardo Bedoya 63' Julián Vásquez 90' Néstor Salazar | Memorial Coliseum, Los Angeles Toeschouwers: 20.000 Scheidsrechter: Brian Hall (USA) |

|                                                       |                  |                     |          |                                                                               |
| 3 februari Vriendschappelijk № 343 «onderlinge duels» | Verenigde Staten | 0 – 1               | Colombia | Orange Bowl, Miami Toeschouwers: 14.169 Scheidsrechter: Rodolfo Sibrían (ESA) |
| 3 februari Vriendschappelijk № 343 «onderlinge duels» |                  | 53' Freddy Grisales |          | Orange Bowl, Miami Toeschouwers: 14.169 Scheidsrechter: Rodolfo Sibrían (ESA) |

|                                                        |                                                        |       |                                                |                                                                                      |
| 28 februari Vriendschappelijk № 344 «onderlinge duels» | Colombia                                               | 3 – 2 | Australië                                      | Estadio El Campín, Bogotá Toeschouwers: 2.071 Scheidsrechter: Hernry Cervantes (COL) |
| 28 februari Vriendschappelijk № 344 «onderlinge duels» | Jorge Serna 10' Néstor Salazar 66' Freddy Grisales 74' |       | 76' (pen.) Steve Corica 89' Scott Chipperfield | Estadio El Campín, Bogotá Toeschouwers: 2.071 Scheidsrechter: Hernry Cervantes (COL) |

|                                                   |                                                  |       |         |                                                                                      |
| 27 maart WK-kwalificatie № 345 «onderlinge duels» | Colombia                                         | 2 – 0 | Bolivia | Estadio El Campín, Bogotá Toeschouwers: 29.998 Scheidsrechter: Wilson Mendonça (BRA) |
| 27 maart WK-kwalificatie № 345 «onderlinge duels» | Juan Pablo Ángel 52' Juan Pablo Ángel 73' (pen.) |       |         | Estadio El Campín, Bogotá Toeschouwers: 29.998 Scheidsrechter: Wilson Mendonça (BRA) |

|                                                   |                                      |       |                                       |                                                                                           |
| 24 april WK-kwalificatie № 346 «onderlinge duels» | Venezuela                            | 2 – 2 | Colombia                              | Estadio Pueblo Nuevo, San Cristobál Toeschouwers: 19.000 Scheidsrechter: Guido Aros (CHI) |
| 24 april WK-kwalificatie № 346 «onderlinge duels» | Alexander Rondón 22' Juan Arango 81' |       | 83' Gerardo Bedoya 87' Víctor Bonilla | Estadio Pueblo Nuevo, San Cristobál Toeschouwers: 19.000 Scheidsrechter: Guido Aros (CHI) |

|                                                 |                                                            |       |          |                                                                                           |
| 3 juni WK-kwalificatie № 347 «onderlinge duels» | Argentinië                                                 | 3 – 0 | Colombia | Estadio Monumental, Buenos Aires Toeschouwers: 44.776 Scheidsrechter: Mario Sánchez (CHI) |
| 3 juni WK-kwalificatie № 347 «onderlinge duels» | Christian González 21' Claudio López 35' Hernán Crespo 38' |       |          | Estadio Monumental, Buenos Aires Toeschouwers: 44.776 Scheidsrechter: Mario Sánchez (CHI) |

| Copa América |
| ------------ |

|                                                       |                                                   |       |           |                                                                                                 |
| 11 juli Copa América Groep A № 348 «onderlinge duels» | Colombia                                          | 2 – 0 | Venezuela | Estadio Metropolitano, Barranquilla Toeschouwers: 45.000 Scheidsrechter: Gilberto Hidalgo (PER) |
| 11 juli Copa América Groep A № 348 «onderlinge duels» | Freddy Grisales 15' Víctor Aristizábal 59' (pen.) |       |           | Estadio Metropolitano, Barranquilla Toeschouwers: 45.000 Scheidsrechter: Gilberto Hidalgo (PER) |

|                                                       |                        |       |         |                                                                                              |
| 14 juli Copa América Groep A № 349 «onderlinge duels» | Colombia               | 1 – 0 | Ecuador | Estadio Metropolitano, Barranquilla Toeschouwers: 30.000 Scheidsrechter: Ubaldo Aquino (PAR) |
| 14 juli Copa América Groep A № 349 «onderlinge duels» | Víctor Aristizábal 29' |       |         | Estadio Metropolitano, Barranquilla Toeschouwers: 30.000 Scheidsrechter: Ubaldo Aquino (PAR) |

|                                                       |                                                   |       |       |                                                                                                |
| 17 juli Copa América Groep A № 350 «onderlinge duels» | Colombia                                          | 2 – 0 | Chili | Estadio Metropolitano, Barranquilla Toeschouwers: 50.000 Scheidsrechter: Jorge Larrionda (URU) |
| 17 juli Copa América Groep A № 350 «onderlinge duels» | Víctor Aristizábal 10' (pen.) Eulalio Arriaga 90' |       |       | Estadio Metropolitano, Barranquilla Toeschouwers: 50.000 Scheidsrechter: Jorge Larrionda (URU) |

|                                                           |                                                                      |       |      |                                                                                        |
| 23 juli Copa América Kwartfinale № 351 «onderlinge duels» | Colombia                                                             | 3 – 0 | Peru | Estadio Centenario, Armenia Toeschouwers: 28.000 Scheidsrechter: Gilberto Alcalá (MEX) |
| 23 juli Copa América Kwartfinale № 351 «onderlinge duels» | Víctor Aristizábal 50' Giovanny Hernández 66' Víctor Aristizábal 69' |       |      | Estadio Centenario, Armenia Toeschouwers: 28.000 Scheidsrechter: Gilberto Alcalá (MEX) |

|                                                            |                                          |       |          |                                                                                        |
| 26 juli Copa América Halve finale № 352 «onderlinge duels» | Colombia                                 | 2 – 0 | Honduras | Estadio Palogrande, Manizales Toeschouwers: 40.000 Scheidsrechter: Mario Sánchez (CHI) |
| 26 juli Copa América Halve finale № 352 «onderlinge duels» | Gerardo Bedoya 6' Víctor Aristizábal 63' |       |          | Estadio Palogrande, Manizales Toeschouwers: 40.000 Scheidsrechter: Mario Sánchez (CHI) |

|                                                      |                  |       |        |                                                                                    |
| 29 juli Copa América Finale № 353 «onderlinge duels» | Colombia         | 1 – 0 | Mexico | Estadio El Campín, Bogotá Toeschouwers: 43.196 Scheidsrechter: Ubaldo Aquino (PAR) |
| 29 juli Copa América Finale № 353 «onderlinge duels» | Iván Córdoba 64' |       |        | Estadio El Campín, Bogotá Toeschouwers: 43.196 Scheidsrechter: Ubaldo Aquino (PAR) |

|  |  |  |  |  |  |  |  |  |

|                                                       |                                 |       |                  |                                                                                          |
| 4 augustus Vriendschappelijk № 354 «onderlinge duels» | Colombia                        | 2 – 1 | Liberia          | Giants Stadium, East Rutherford Toeschouwers: 41.794 Scheidsrechter: Richard Grady (USA) |
| 4 augustus Vriendschappelijk № 354 «onderlinge duels» | Oscar Díaz 5' Elson Becerra 28' |       | 36' James Debbah | Giants Stadium, East Rutherford Toeschouwers: 41.794 Scheidsrechter: Richard Grady (USA) |

|                                                      |          |                            |      |                                                                                   |
| 16 augustus WK-kwalificatie № 355 «onderlinge duels» | Colombia | 0 – 1                      | Peru | Estadio El Campín, Bogotá Toeschouwers: 40.000 Scheidsrechter: Felipe Ramos (MEX) |
| 16 augustus WK-kwalificatie № 355 «onderlinge duels» |          | 47' (pen.) Norberto Solano |      | Estadio El Campín, Bogotá Toeschouwers: 40.000 Scheidsrechter: Felipe Ramos (MEX) |

|                                                      |          |       |         |                                                                                       |
| 5 september WK-kwalificatie № 355 «onderlinge duels» | Colombia | 0 – 0 | Ecuador | Estadio El Campín, Bogotá Toeschouwers: 30.000 Scheidsrechter: Youssuf Al Aqily (KSA) |
| 5 september WK-kwalificatie № 355 «onderlinge duels» |          |       |         | Estadio El Campín, Bogotá Toeschouwers: 30.000 Scheidsrechter: Youssuf Al Aqily (KSA) |

|                                                    |                                |       |                         |                                                                                             |
| 7 oktober WK-kwalificatie № 357 «onderlinge duels» | Uruguay                        | 1 – 1 | Colombia                | Estadio Centenario, Montevideo Toeschouwers: 65.000 Scheidsrechter: Pierluigi Collina (ITA) |
| 7 oktober WK-kwalificatie № 357 «onderlinge duels» | Federico Magallanes 34' (pen.) |       | 67' Arnulfo Valentierra | Estadio Centenario, Montevideo Toeschouwers: 65.000 Scheidsrechter: Pierluigi Collina (ITA) |

|                                                     |                                                                      |       |                   |                                                                                     |
| 7 november WK-kwalificatie № 358 «onderlinge duels» | Colombia                                                             | 3 – 1 | Chili             | Estadio El Campín, Bogotá Toeschouwers: 16.147 Scheidsrechter: Daniel Giménez (ARG) |
| 7 november WK-kwalificatie № 358 «onderlinge duels» | Freddy Grisales 19' Juan Pablo Ángel 66' (pen.) Jersson González 68' |       | 38' Jaime Riveros | Estadio El Campín, Bogotá Toeschouwers: 16.147 Scheidsrechter: Daniel Giménez (ARG) |

|                                                      |          |                                                                                                 |          |                                                                                               |
| 14 november WK-kwalificatie № 359 «onderlinge duels» | Paraguay | 0 – 4                                                                                           | Colombia | Estadio Defensores del Chaco, Asunción Toeschouwers: 23.000 Scheidsrechter: Graham Poll (ENG) |
| 14 november WK-kwalificatie № 359 «onderlinge duels» |          | 24' Víctor Aristizábal 32' (pen.) Víctor Aristizábal 60' Víctor Aristizábal 81' Rafael Castillo |          | Estadio Defensores del Chaco, Asunción Toeschouwers: 23.000 Scheidsrechter: Graham Poll (ENG) |

### 2002
|                                                  |           |       |          |                                                                                     |
| 7 mei Vriendschappelijk № 360 «onderlinge duels» | Venezuela | 0 – 0 | Colombia | Estadio Olímpico, Caracas Toeschouwers: 28.000 Scheidsrechter: Luis Solorzano (VEN) |
| 7 mei Vriendschappelijk № 360 «onderlinge duels» |           |       |          | Estadio Olímpico, Caracas Toeschouwers: 28.000 Scheidsrechter: Luis Solorzano (VEN) |

|                                                   |                    |       |                                                |                                                                                               |
| 10 mei Vriendschappelijk № 361 «onderlinge duels» | Costa Rica         | 1 – 2 | Colombia                                       | Estadio Ricardo Saprissa, San José Toeschouwers: 20.000 Scheidsrechter: Clareth Jiménez (CRC) |
| 10 mei Vriendschappelijk № 361 «onderlinge duels» | Walter Centeno 54' |       | 39' (pen.) Rafael Castillo 42' Rafael Castillo | Estadio Ricardo Saprissa, San José Toeschouwers: 20.000 Scheidsrechter: Clareth Jiménez (CRC) |

|                                                   |                                       |       |                    |                                                                                        |
| 12 mei Vriendschappelijk № 362 «onderlinge duels» | Mexico                                | 2 – 1 | Colombia           | Aztekenstadion, Mexico-Stad Toeschouwers: 40.000 Scheidsrechter: Rodolfo Sibrían (ESA) |
| 12 mei Vriendschappelijk № 362 «onderlinge duels» | Jared Borgetti 53' Rafael Márquez 76' |       | 66' Oscar Restrepo | Aztekenstadion, Mexico-Stad Toeschouwers: 40.000 Scheidsrechter: Rodolfo Sibrían (ESA) |

|                                                        |                  |       |          | |
| 20 november Vriendschappelijk № 363 «onderlinge duels» | Honduras         | 1 – 0 | Colombia | Estadio Olímpico Metropolitano, San Pedro Sula Toeschouwers: 25.000 Scheidsrechter: Argelio Sabillón (HON) |
| 20 november Vriendschappelijk № 363 «onderlinge duels» | Milton Núñez 76' |       |          | Estadio Olímpico Metropolitano, San Pedro Sula Toeschouwers: 25.000 Scheidsrechter: Argelio Sabillón (HON) |

### 2003
|                                                        |        |       |          |                                                                                           |
| 12 februari Vriendschappelijk № 364 «onderlinge duels» | Mexico | 0 – 0 | Colombia | Bank One Ball Park, Phoenix Toeschouwers: 28.764 Scheidsrechter: Ricardo Valenzuela (USA) |
| 12 februari Vriendschappelijk № 364 «onderlinge duels» |        |       |          | Bank One Ball Park, Phoenix Toeschouwers: 28.764 Scheidsrechter: Ricardo Valenzuela (USA) |

|                                                     |            |       |          |                                                                                                |
| 29 maart Vriendschappelijk № 365 «onderlinge duels» | Zuid-Korea | 0 – 0 | Colombia | Busan Asiad Main Stadion, Busan Toeschouwers: 60.000 Scheidsrechter: Yoshitsugu Katayami (JPN) |
| 29 maart Vriendschappelijk № 365 «onderlinge duels» |            |       |          | Busan Asiad Main Stadion, Busan Toeschouwers: 60.000 Scheidsrechter: Yoshitsugu Katayami (JPN) |

|                                                     |          |       |          |                                                                               |
| 30 april Vriendschappelijk № 366 «onderlinge duels» | Colombia | 0 – 0 | Honduras | Orange Bowl, Miami Toeschouwers: 10.441 Scheidsrechter: Michael Kennedy (USA) |
| 30 april Vriendschappelijk № 366 «onderlinge duels» |          |       |          | Orange Bowl, Miami Toeschouwers: 10.441 Scheidsrechter: Michael Kennedy (USA) |

|                                                   |          |       |         |                                                                                            |
| 8 juni Vriendschappelijk № 367 «onderlinge duels» | Colombia | 0 – 0 | Ecuador | Estadio Vicente Calderón, Madrid Toeschouwers: 6.000 Scheidsrechter: Antonio Rubinos (ESP) |
| 8 juni Vriendschappelijk № 367 «onderlinge duels» |          |       |         | Estadio Vicente Calderón, Madrid Toeschouwers: 6.000 Scheidsrechter: Antonio Rubinos (ESP) |

| Confederations Cup |
| ------------------ |

|                                                                       |                          |       |          |                                                                                   |
| 18 juni Confederations Cup Groep A № 368 «onderlinge duels» 21:00 uur | Frankrijk                | 1 – 0 | Colombia | Stade de Gerland, Lyon Toeschouwers: 38.541 Scheidsrechter: Lucílio Batista (POR) |
| 18 juni Confederations Cup Groep A № 368 «onderlinge duels» 21:00 uur | Thierry Henry 39' (pen.) |       |          | Stade de Gerland, Lyon Toeschouwers: 38.541 Scheidsrechter: Lucílio Batista (POR) |

|                                                                       |                                                                  |       |                     |                                                                                 |
| 20 juni Confederations Cup Groep A № 369 «onderlinge duels» 19:00 uur | Colombia                                                         | 3 – 1 | Nieuw-Zeeland       | Stade de Gerland, Lyon Toeschouwers: 22.811 Scheidsrechter: Carlos Batres (GUA) |
| 20 juni Confederations Cup Groep A № 369 «onderlinge duels» 19:00 uur | Jorge López Caballero 58' Mario Yepes 75' Giovanni Hernández 85' |       | 27' Raf de Gregorio | Stade de Gerland, Lyon Toeschouwers: 22.811 Scheidsrechter: Carlos Batres (GUA) |

|                                                                       |       |                        |          |                                                                                                   |
| 22 juni Confederations Cup Groep A № 370 «onderlinge duels» 21:00 uur | Japan | 0 – 1                  | Colombia | Stade Geoffroy-Guichard, Saint-Étienne Toeschouwers: 24.541 Scheidsrechter: Jorge Larrionda (URU) |
| 22 juni Confederations Cup Groep A № 370 «onderlinge duels» 21:00 uur |       | 68' Giovanni Hernández |          | Stade Geoffroy-Guichard, Saint-Étienne Toeschouwers: 24.541 Scheidsrechter: Jorge Larrionda (URU) |

|                                                                            |                |       |          |                                                                               |
| 26 juni Confederations Cup Halve finale № 371 «onderlinge duels» 18:00 uur | Kameroen       | 1 – 0 | Colombia | Stade de Gerland, Lyon Toeschouwers: 12.352 Scheidsrechter: Markus Merk (GER) |
| 26 juni Confederations Cup Halve finale № 371 «onderlinge duels» 18:00 uur | Pius Ndiefi 9' |       |          | Stade de Gerland, Lyon Toeschouwers: 12.352 Scheidsrechter: Markus Merk (GER) |

|                                                                            |                        |       |                                 |                                                                                               |
| 28 juni Confederations Cup Troostfinale № 372 «onderlinge duels» 18:00 uur | Colombia               | 1 – 2 | Turkije                         | Stade Geoffroy-Guichard, Saint-Etienne Toeschouwers: 18.237 Scheidsrechter: Mark Shield (AUS) |
| 28 juni Confederations Cup Troostfinale № 372 «onderlinge duels» 18:00 uur | Giovanni Hernández 63' |       | 2' Tuncay Şanlı 86' Okan Yilmaz | Stade Geoffroy-Guichard, Saint-Etienne Toeschouwers: 18.237 Scheidsrechter: Mark Shield (AUS) |

| CONCACAF Gold Cup |
| ----------------- |

|                                                   |                  |       |         |                                                                           |
| 13 juli Gold Cup Groep B № 373 «onderlinge duels» | Colombia         | 1 – 0 | Jamaica | Orange Bowl, Miami Toeschouwers: 15.423 Scheidsrechter: Kevin Stott (USA) |
| 13 juli Gold Cup Groep B № 373 «onderlinge duels» | Jairo Patiño 43' |       |         | Orange Bowl, Miami Toeschouwers: 15.423 Scheidsrechter: Kevin Stott (USA) |

|                                                   |                     |       |                 |                                                                             |
| 17 juli Gold Cup Groep B № 374 «onderlinge duels» | Colombia            | 1 – 1 | Guatemala       | Orange Bowl, Miami Toeschouwers: 11.233 Scheidsrechter: Grevin Porras (CRC) |
| 17 juli Gold Cup Groep B № 374 «onderlinge duels» | Mauricio Molina 79' |       | 21' Carlos Ruiz | Orange Bowl, Miami Toeschouwers: 11.233 Scheidsrechter: Grevin Porras (CRC) |

|                                                       |          |                   |          |                                                                           |
| 19 juli Gold Cup Kwartfinale № 375 «onderlinge duels» | Colombia | 0 – 2             | Brazilië | Orange Bowl, Miami Toeschouwers: 23.425 Scheidsrechter: Kevin Stott (USA) |
| 19 juli Gold Cup Kwartfinale № 375 «onderlinge duels» |          | 42' Kaká 66' Kaká |          | Orange Bowl, Miami Toeschouwers: 23.425 Scheidsrechter: Kevin Stott (USA) |

|  |  |  |  |  |  |  |  |  |

|                                                        |          |       |           |                                                                               |
| 20 augustus Vriendschappelijk № 376 «onderlinge duels» | Colombia | 0 – 0 | Slowakije | Shea Stadium, New York Toeschouwers: 16.000 Scheidsrechter: Kevin Stott (USA) |
| 20 augustus Vriendschappelijk № 376 «onderlinge duels» |          |       |           | Shea Stadium, New York Toeschouwers: 16.000 Scheidsrechter: Kevin Stott (USA) |

|                                                                |                      |       |                      |                                                                                                 |
| 7 september WK-kwalificatie № 377 «onderlinge duels» 16:15 uur | Colombia             | 1 – 2 | Brazilië             | Estadio Metropolitano, Barranquilla Toeschouwers: 47.600 Scheidsrechter: Horacio Elizondo (ARG) |
| 7 september WK-kwalificatie № 377 «onderlinge duels» 16:15 uur | Juan Pablo Ángel 39' |       | 23' Ronaldo 62' Kaká | Estadio Metropolitano, Barranquilla Toeschouwers: 47.600 Scheidsrechter: Horacio Elizondo (ARG) |

|                                                                 |                                                                                            |       |          |                                                                                                   |
| 10 september WK-kwalificatie № 378 «onderlinge duels» 16:00 uur | Bolivia                                                                                    | 4 – 0 | Colombia | Estadio Hernando Siles, La Paz Toeschouwers: 23.200 Scheidsrechter: Paulo César de Oliveira (BRA) |
| 10 september WK-kwalificatie № 378 «onderlinge duels» 16:00 uur | Julio César Baldivieso 11' (pen.) Joaquín Botero 27' Joaquín Botero 49' Joaquín Botero 59' |       |          | Estadio Hernando Siles, La Paz Toeschouwers: 23.200 Scheidsrechter: Paulo César de Oliveira (BRA) |

|                                                                |          |                |           |                                                                                               |
| 15 november WK-kwalificatie № 379 «onderlinge duels» 16:00 uur | Colombia | 0 – 1          | Venezuela | Estadio Metropolitano, Barranquilla Toeschouwers: 20.000 Scheidsrechter: Carlos Chandía (CHI) |
| 15 november WK-kwalificatie № 379 «onderlinge duels» 16:00 uur |          | 9' Juan Arango |           | Estadio Metropolitano, Barranquilla Toeschouwers: 20.000 Scheidsrechter: Carlos Chandía (CHI) |

|                                                                |                      |       |                   |                                                                                             |
| 19 november WK-kwalificatie № 380 «onderlinge duels» 21:00 uur | Colombia             | 1 – 1 | Argentinië        | Estadio Metropolitano, Barranquilla Toeschouwers: 35.034 Scheidsrechter: Carlos Simon (BRA) |
| 19 november WK-kwalificatie № 380 «onderlinge duels» 21:00 uur | Juan Pablo Ángel 47' |       | 27' Hernán Crespo | Estadio Metropolitano, Barranquilla Toeschouwers: 35.034 Scheidsrechter: Carlos Simon (BRA) |

### 2004
|                                                        |                         |       |                    |                                                                                                   |
| 18 februari Vriendschappelijk № 381 «onderlinge duels» | Honduras                | 1 – 1 | Colombia           | Estadio Tiburcio Carías Andino, Tegucigalpa Toeschouwers: 8.000 Scheidsrechter: Nery Alfaro (ESA) |
| 18 februari Vriendschappelijk № 381 «onderlinge duels» | Julio César de León 26' |       | 58' Sergio Herrera | Estadio Tiburcio Carías Andino, Tegucigalpa Toeschouwers: 8.000 Scheidsrechter: Nery Alfaro (ESA) |

|                                                             |      |                                        |          |                                                                                  |
| 31 maart WK-kwalificatie № 382 «onderlinge duels» 21:45 uur | Peru | 0 – 2                                  | Colombia | Estadio Nacional, Lima Toeschouwers: 29.325 Scheidsrechter: Márcio Rezende (BRA) |
| 31 maart WK-kwalificatie № 382 «onderlinge duels» 21:45 uur |      | 30' Freddy Grisales 42' Frankie Oviedo |          | Estadio Nacional, Lima Toeschouwers: 29.325 Scheidsrechter: Márcio Rezende (BRA) |

|                                                     |                                         |       |             |                                                                                             |
| 28 april Vriendschappelijk № 383 «onderlinge duels» | Colombia                                | 2 – 0 | El Salvador | RFK Memorial Stadium, Washington DC Toeschouwers: 23.000 Scheidsrechter: Terry Vaughn (USA) |
| 28 april Vriendschappelijk № 383 «onderlinge duels» | Luis Gabriel Rey 52' Frankie Oviedo 61' |       |             | RFK Memorial Stadium, Washington DC Toeschouwers: 23.000 Scheidsrechter: Terry Vaughn (USA) |

|                                                           |                                       |       |                    |                                                                                              |
| 2 juni WK-kwalificatie № 384 «onderlinge duels» 16:00 uur | Ecuador                               | 2 – 1 | Colombia           | Estadio Olímpico Atahualpa, Quito Toeschouwers: 31.484 Scheidsrechter: Héctor Baldassi (ARG) |
| 2 juni WK-kwalificatie № 384 «onderlinge duels» 16:00 uur | Agustín Delgado 3' Franklin Salas 66' |       | 57' Frankie Oviedo | Estadio Olímpico Atahualpa, Quito Toeschouwers: 31.484 Scheidsrechter: Héctor Baldassi (ARG) |

|                                                           |                                                                                               |       |         |                                                                                               |
| 6 juni WK-kwalificatie № 385 «onderlinge duels» 17:10 uur | Colombia                                                                                      | 5 – 0 | Uruguay | Estadio Metropolitano, Barranquilla Toeschouwers: 7.000 Scheidsrechter: Carlos Amarilla (PAR) |
| 6 juni WK-kwalificatie № 385 «onderlinge duels» 17:10 uur | Víctor Pacheco 17' Tressor Moreno 20' Víctor Pacheco 31' John Restrepo 81' Sergio Herrera 86' |       |         | Estadio Metropolitano, Barranquilla Toeschouwers: 7.000 Scheidsrechter: Carlos Amarilla (PAR) |

|                                                    |                                       |       |            |                                                                           |
| 27 juni Vriendschappelijk № 386 «onderlinge duels» | Colombia                              | 2 – 0 | Argentinië | Orange Bowl, Miami Toeschouwers: 21.000 Scheidsrechter: Kevin Terry (USA) |
| 27 juni Vriendschappelijk № 386 «onderlinge duels» | Tressor Moreno 22' Sergio Herrera 77' |       |            | Orange Bowl, Miami Toeschouwers: 21.000 Scheidsrechter: Kevin Terry (USA) |

| Copa América |
| ------------ |

|                                                      |           |                           |          |                                                                                  |
| 6 juli Copa América Groep A № 387 «onderlinge duels» | Venezuela | 0 – 1                     | Colombia | Estadio Nacional, Lima Toeschouwers: 45.000 Scheidsrechter: Márcio Rezende (BRA) |
| 6 juli Copa América Groep A № 387 «onderlinge duels» |           | 21' (pen.) Tressor Moreno |          | Estadio Nacional, Lima Toeschouwers: 45.000 Scheidsrechter: Márcio Rezende (BRA) |

|                                                      |                  |       |         |                                                                               |
| 9 juli Copa América Groep A № 388 «onderlinge duels» | Colombia         | 1 – 0 | Bolivia | Estadio Nacional, Lima Toeschouwers: 35.000 Scheidsrechter: Pedro Ramos (ECU) |
| 9 juli Copa América Groep A № 388 «onderlinge duels» | Edixon Perea 90' |       |         | Estadio Nacional, Lima Toeschouwers: 35.000 Scheidsrechter: Pedro Ramos (ECU) |

|                                                       |                                        |       |                                  |                                                                                      |
| 12 juli Copa América Groep A № 389 «onderlinge duels» | Peru                                   | 2 – 2 | Colombia                         | Estadio Mansiche, Trujillo Toeschouwers: 25.000 Scheidsrechter: William Mattus (CRC) |
| 12 juli Copa América Groep A № 389 «onderlinge duels» | Nolberto Solano 58' Flavio Maestri 60' |       | 33' Edwin Congo 53' Abel Aguilar | Estadio Mansiche, Trujillo Toeschouwers: 25.000 Scheidsrechter: William Mattus (CRC) |

|                                                           |                                              |       |            |                                                                                      |
| 17 juli Copa América Kwartfinale № 390 «onderlinge duels» | Colombia                                     | 2 – 0 | Costa Rica | Estadio Mansiche, Trujillo Toeschouwers: 18.000 Scheidsrechter: Gustavo Méndez (URU) |
| 17 juli Copa América Kwartfinale № 390 «onderlinge duels» | Abel Aguilar 41' Tressor Moreno 45+2' (pen.) |       |            | Estadio Mansiche, Trujillo Toeschouwers: 18.000 Scheidsrechter: Gustavo Méndez (URU) |

|                                                            |                                                          |       |          |                                                                                    |
| 20 juli Copa América Halve finale № 391 «onderlinge duels» | Argentinië                                               | 3 – 0 | Colombia | Estadio Nacional, Lima Toeschouwers: 22.000 Scheidsrechter: Gilberto Hidalgo (PER) |
| 20 juli Copa América Halve finale № 391 «onderlinge duels» | Carlos Tévez 33' Lucho González 50' Juan Pablo Sorín 80' |       |          | Estadio Nacional, Lima Toeschouwers: 22.000 Scheidsrechter: Gilberto Hidalgo (PER) |

|                                                            |                           |       |                                          |                                                                                            |
| 24 juli Copa América Troostfinale № 392 «onderlinge duels» | Colombia                  | 1 – 2 | Uruguay                                  | Estadio Garcilaso de la Vega, Cuzco Toeschouwers: 35.000 Scheidsrechter: René Ortubé (BOL) |
| 24 juli Copa América Troostfinale № 392 «onderlinge duels» | Sergio Herrera 70' (pen.) |       | 2' Fabián Estoyanoff 80' Vicente Sánchez | Estadio Garcilaso de la Vega, Cuzco Toeschouwers: 35.000 Scheidsrechter: René Ortubé (BOL) |

|  |  |  |  |  |  |  |  |  |

|                                                                |       |       |          |                                                                                       |
| 5 september WK-kwalificatie № 393 «onderlinge duels» 21:00 uur | Chili | 0 – 0 | Colombia | Estadio Nacional, Santiago Toeschouwers: 62.523 Scheidsrechter: Wilson Mendonça (BRA) |
| 5 september WK-kwalificatie № 393 «onderlinge duels» 21:00 uur |       |       |          | Estadio Nacional, Santiago Toeschouwers: 62.523 Scheidsrechter: Wilson Mendonça (BRA) |

|                                                              |                     |       |                   |                                                                                                 |
| 9 oktober WK-kwalificatie № 394 «onderlinge duels» 17:10 uur | Colombia            | 1 – 1 | Paraguay          | Estadio Metropolitano, Barranquilla Toeschouwers: 25.000 Scheidsrechter: Horacio Elizondo (ARG) |
| 9 oktober WK-kwalificatie № 394 «onderlinge duels» 17:10 uur | Freddy Grisales 17' |       | 77' Diego Gavilán | Estadio Metropolitano, Barranquilla Toeschouwers: 25.000 Scheidsrechter: Horacio Elizondo (ARG) |

|                                                               |          |       |          |                                                                                     |
| 13 oktober WK-kwalificatie № 395 «onderlinge duels» 21:50 uur | Brazilië | 0 – 0 | Colombia | Estádio Rei Pelé, Maceió Toeschouwers: 20.000 Scheidsrechter: Jorge Larrionda (URU) |
| 13 oktober WK-kwalificatie № 395 «onderlinge duels» 21:50 uur |          |       |          | Estádio Rei Pelé, Maceió Toeschouwers: 20.000 Scheidsrechter: Jorge Larrionda (URU) |

|                                                                |                 |       |         |                                                                                              |
| 17 november WK-kwalificatie № 396 «onderlinge duels» 18:00 uur | Colombia        | 1 – 0 | Bolivia | Estadio Metropolitano, Barranquilla Toeschouwers: 25.000 Scheidsrechter: Carlos Torres (PAR) |
| 17 november WK-kwalificatie № 396 «onderlinge duels» 18:00 uur | Mario Yepes 18' |       |         | Estadio Metropolitano, Barranquilla Toeschouwers: 25.000 Scheidsrechter: Carlos Torres (PAR) |

### 2005
|                                                       |                                            |       |                   |                                                                                          |
| 15 januari Vriendschappelijk № 397 «onderlinge duels» | Colombia                                   | 2 – 1 | Zuid-Korea        | Memorial Coliseum, Los Angeles Toeschouwers: 20.000 Scheidsrechter: Arkadiusz Prus (USA) |
| 15 januari Vriendschappelijk № 397 «onderlinge duels» | Jairo Castillo 41' (pen.) Edixon Perea 75' |       | 2' Kyung-Ho Chung | Memorial Coliseum, Los Angeles Toeschouwers: 20.000 Scheidsrechter: Arkadiusz Prus (USA) |

|                                                       |                |       |                    |                                                                                        |
| 17 januari Vriendschappelijk № 398 «onderlinge duels» | Guatemala      | 1 – 1 | Colombia           | Memorial Coliseum, Los Angeles Toeschouwers: 15.000 Scheidsrechter: Terry Vaughn (USA) |
| 17 januari Vriendschappelijk № 398 «onderlinge duels» | Carlos Ruíz 3' |       | 80' Héctor Hurtado | Memorial Coliseum, Los Angeles Toeschouwers: 15.000 Scheidsrechter: Terry Vaughn (USA) |

|                                                        |                            |       |                  |                                                                                          |
| 23 februari Vriendschappelijk № 399 «onderlinge duels» | Mexico                     | 1 – 1 | Colombia         | Estadio Carlos González, Culiacán Toeschouwers: 10.000 Scheidsrechter: Jorge Gasso (MEX) |
| 23 februari Vriendschappelijk № 399 «onderlinge duels» | José Francisco Fonseca 56' |       | 58' Edixon Perea | Estadio Carlos González, Culiacán Toeschouwers: 10.000 Scheidsrechter: Jorge Gasso (MEX) |

|                                                    |                                                   |       |          |                                                                                    |
| 9 maart Vriendschappelijk № 400 «onderlinge duels» | Verenigde Staten                                  | 3 – 0 | Colombia | Titan Stadium, Fullerton Toeschouwers: 7.086 Scheidsrechter: Marco Rodríguez (MEX) |
| 9 maart Vriendschappelijk № 400 «onderlinge duels» | Pat Noonan 25' Chad Marshall 33' Clint Mathis 66' |       |          | Titan Stadium, Fullerton Toeschouwers: 7.086 Scheidsrechter: Marco Rodríguez (MEX) |

|                                                             |           |       |          |                                                                                                  |
| 26 maart WK-kwalificatie № 401 «onderlinge duels» 19:00 uur | Venezuela | 0 – 0 | Colombia | Estadio José Pachencho Romero, Maracaibo Toeschouwers: 18.000 Scheidsrechter: Carlos Simon (BRA) |
| 26 maart WK-kwalificatie № 401 «onderlinge duels» 19:00 uur |           |       |          | Estadio José Pachencho Romero, Maracaibo Toeschouwers: 18.000 Scheidsrechter: Carlos Simon (BRA) |

|                                                             |                   |       |          |                                                                                             |
| 30 maart WK-kwalificatie № 402 «onderlinge duels» 20:00 uur | Argentinië        | 1 – 0 | Colombia | Estadio Monumental, Buenos Aires Toeschouwers: 40.000 Scheidsrechter: Carlos Amarilla (PAR) |
| 30 maart WK-kwalificatie № 402 «onderlinge duels» 20:00 uur | Hernán Crespo 65' |       |          | Estadio Monumental, Buenos Aires Toeschouwers: 40.000 Scheidsrechter: Carlos Amarilla (PAR) |

|                                                   |                                  |       |                                                    |                                                                                       |
| 31 mei Vriendschappelijk № 403 «onderlinge duels» | Colombia                         | 2 – 3 | Engeland                                           | Giants Stadium, East Rutherford Toeschouwers: 58.000 Scheidsrechter: Brian Hall (USA) |
| 31 mei Vriendschappelijk № 403 «onderlinge duels» | Mario Yepes 45' Aldo Ramírez 78' |       | 36' Michael Owen 42' Michael Owen 58' Michael Owen | Giants Stadium, East Rutherford Toeschouwers: 58.000 Scheidsrechter: Brian Hall (USA) |

|                                                           |                                                                                             |       |      |                                                                                              |
| 4 juni WK-kwalificatie № 404 «onderlinge duels» 15:00 uur | Colombia                                                                                    | 5 – 0 | Peru | Estadio Metropolitano, Barranquilla Toeschouwers: 15.000 Scheidsrechter: Carlos Torres (PAR) |
| 4 juni WK-kwalificatie № 404 «onderlinge duels» 15:00 uur | Luis Gabriel Rey 29' Elkin Soto 55' Juan Pablo Ángel 58' John Restrepo 75' Edixon Perea 78' |       |      | Estadio Metropolitano, Barranquilla Toeschouwers: 15.000 Scheidsrechter: Carlos Torres (PAR) |

|                                                           |                                                        |       |         |                                                                                             |
| 8 juni WK-kwalificatie № 405 «onderlinge duels» 15:00 uur | Colombia                                               | 3 – 0 | Ecuador | Estadio Metropolitano, Barranquilla Toeschouwers: 20.402 Scheidsrechter: Carlos Simon (BRA) |
| 8 juni WK-kwalificatie № 405 «onderlinge duels» 15:00 uur | Tressor Moreno 5' Tressor Moreno 9' Martín Arzuaga 70' |       |         | Estadio Metropolitano, Barranquilla Toeschouwers: 20.402 Scheidsrechter: Carlos Simon (BRA) |

| CONCACAF Gold Cup |
| ----------------- |

|                                                           |          |                 |        |                                                                             |
| 6 juli CONCACAF Gold Cup Groep A № 406 «onderlinge duels» | Colombia | 0 – 1           | Panama | Orange Bowl, Miami Toeschouwers: 10.311 Scheidsrechter: Carlos Batres (GUA) |
| 6 juli CONCACAF Gold Cup Groep A № 406 «onderlinge duels» |          | 70' Luis Tejada |        | Orange Bowl, Miami Toeschouwers: 10.311 Scheidsrechter: Carlos Batres (GUA) |

|                                                            |                                           |       |                           |                                                                               |
| 10 juli CONCACAF Gold Cup Groep A № 407 «onderlinge duels» | Honduras                                  | 2 – 1 | Colombia                  | Orange Bowl, Miami Toeschouwers: 17.292 Scheidsrechter: Marco Rodríguez (MEX) |
| 10 juli CONCACAF Gold Cup Groep A № 407 «onderlinge duels» | Wilmer Velásquez 79' Wilmer Velásquez 82' |       | 30' (pen.) Tressor Moreno | Orange Bowl, Miami Toeschouwers: 17.292 Scheidsrechter: Marco Rodríguez (MEX) |

|                                                            |                                           |       |                    |                                                                              |
| 12 juli CONCACAF Gold Cup Groep A № 408 «onderlinge duels» | Colombia                                  | 2 – 0 | Trinidad en Tobago | Orange Bowl, Miami Toeschouwers: 8.457 Scheidsrechter: Marco Rodríguez (MEX) |
| 12 juli CONCACAF Gold Cup Groep A № 408 «onderlinge duels» | Brent Rahim 75' (e.d.) Héctor Hurtado 79' |       |                    | Orange Bowl, Miami Toeschouwers: 8.457 Scheidsrechter: Marco Rodríguez (MEX) |

|                                                                |                    |       |                                       |                                                                                     |
| 17 juli CONCACAF Gold Cup Kwartfinale № 409 «onderlinge duels» | Mexico             | 1 – 2 | Colombia                              | Reliant Stadium, Houston Toeschouwers: 60.050 Scheidsrechter: Rodolfo Sibrian (ESA) |
| 17 juli CONCACAF Gold Cup Kwartfinale № 409 «onderlinge duels» | Gonzalo Pineda 64' |       | 58' Jaime Castrillón 74' Jairo Patiño | Reliant Stadium, Houston Toeschouwers: 60.050 Scheidsrechter: Rodolfo Sibrian (ESA) |

|                                                                 |                                   |       |                                                                 |                                                                                            |
| 20 juli CONCACAF Gold Cup Halve finale № 410 «onderlinge duels» | Colombia                          | 2 – 3 | Panama                                                          | Giants Stadium, East Rutherford Toeschouwers: 41.721 Scheidsrechter: Rodolfo Sibrian (ESA) |
| 20 juli CONCACAF Gold Cup Halve finale № 410 «onderlinge duels» | Jairo Patiño 63' Jairo Patiño 88' |       | 11' Ricardo Phillips 26' Jorge Dely Valdes 73' Ricardo Phillips | Giants Stadium, East Rutherford Toeschouwers: 41.721 Scheidsrechter: Rodolfo Sibrian (ESA) |

|  |  |  |  |  |  |  |  |  |

|                                                      |                                                                |       |                                     |                                                                                            |
| 4 september WK-kwalificatie № 411 «onderlinge duels» | Uruguay                                                        | 3 – 2 | Colombia                            | Estadio Centenario, Montevideo Toeschouwers: 15.000 Scheidsrechter: Horacio Elizondo (ARG) |
| 4 september WK-kwalificatie № 411 «onderlinge duels» | Marcelo Zalayeta 42' Marcelo Zalayeta 51' Marcelo Zalayeta 86' |       | 79' Elkin Soto 82' Juan Pablo Ángel | Estadio Centenario, Montevideo Toeschouwers: 15.000 Scheidsrechter: Horacio Elizondo (ARG) |

|                                                    |                      |       |                     |                                                                                                |
| 8 oktober WK-kwalificatie № 412 «onderlinge duels» | Colombia             | 1 – 1 | Chili               | Estadio Metropolitano, Barranquilla Toeschouwers: 15.000 Scheidsrechter: Wilson Mendonça (BRA) |
| 8 oktober WK-kwalificatie № 412 «onderlinge duels» | Luis Gabriel Rey 24' |       | 64' Francisco Rojas | Estadio Metropolitano, Barranquilla Toeschouwers: 15.000 Scheidsrechter: Wilson Mendonça (BRA) |

|                                                     |          |                     |          |                                                                                                  |
| 12 oktober WK-kwalificatie № 413 «onderlinge duels» | Paraguay | 0 – 1               | Colombia | Estadio Defensores del Chaco, Asunción Toeschouwers: 12.374 Scheidsrechter: Márcio Rezende (BRA) |
| 12 oktober WK-kwalificatie № 413 «onderlinge duels» |          | 7' Luis Gabriel Rey |          | Estadio Defensores del Chaco, Asunción Toeschouwers: 12.374 Scheidsrechter: Márcio Rezende (BRA) |

### 2006
|                                                    |                 |       |                |                                                                                            |
| 1 maart Vriendschappelijk № 414 «onderlinge duels» | Venezuela       | 1 – 1 | Colombia       | Estadio Pachencho Romero, Maracaibo Toeschouwers: 15.000 Scheidsrechter: José Carpio (ECU) |
| 1 maart Vriendschappelijk № 414 «onderlinge duels» | Jesús Gómez 48' |       | 70' Elkin Soto | Estadio Pachencho Romero, Maracaibo Toeschouwers: 15.000 Scheidsrechter: José Carpio (ECU) |

|                                                   |                      |       |                |                                                                                         |
| 24 mei Vriendschappelijk № 415 «onderlinge duels» | Ecuador              | 1 – 1 | Colombia       | Giants Stadium, East Rutherford Toeschouwers: 59.000 Scheidsrechter: Terry Vaughn (USA) |
| 24 mei Vriendschappelijk № 415 «onderlinge duels» | Segundo Castillo 52' |       | 55' Elkin Soto | Giants Stadium, East Rutherford Toeschouwers: 59.000 Scheidsrechter: Terry Vaughn (USA) |

|                                                             |          |       |          |                                                                              |
| 27 mei Vriendschappelijk № 416 «onderlinge duels» 21:30 uur | Colombia | 0 – 0 | Roemenië | Soldier Field, Chicago Toeschouwers: 15.000 Scheidsrechter: Brian Hall (USA) |
| 27 mei Vriendschappelijk № 416 «onderlinge duels» 21:30 uur |          |       |          | Soldier Field, Chicago Toeschouwers: 15.000 Scheidsrechter: Brian Hall (USA) |

|                                                             |                    |       |                                     |                                                                                |
| 30 mei Vriendschappelijk № 417 «onderlinge duels» 18:00 uur | Polen              | 1 – 2 | Colombia                            | Stadion Śląski, Chorzów Toeschouwers: 40.000 Scheidsrechter: Zsolt Szabó (HON) |
| 30 mei Vriendschappelijk № 417 «onderlinge duels» 18:00 uur | Ireneusz Jeleń 90' |       | 19' Elkin Murillo 63' Luis Martínez | Stadion Śląski, Chorzów Toeschouwers: 40.000 Scheidsrechter: Zsolt Szabó (HON) |

|                                                             |                                                                 |       |          |                                                                                       |
| 2 juni Vriendschappelijk № 418 «onderlinge duels» 19:00 uur | Duitsland                                                       | 3 – 0 | Colombia | Borussia-Park, Mönchengladbach Toeschouwers: 40.000 Scheidsrechter: Terje Hauge (NOR) |
| 2 juni Vriendschappelijk № 418 «onderlinge duels» 19:00 uur | Michael Ballack 21' Bastian Schweinsteiger 38' Tim Borowski 69' |       |          | Borussia-Park, Mönchengladbach Toeschouwers: 40.000 Scheidsrechter: Terje Hauge (NOR) |

|                                                             |                                          |       |         |                                                                               |
| 4 juni Vriendschappelijk № 419 «onderlinge duels» 19:00 uur | Colombia                                 | 2 – 0 | Marokko | Camp Nou, Barcelona Toeschouwers: 10.500 Scheidsrechter: Ricardo Segura (ESP) |
| 4 juni Vriendschappelijk № 419 «onderlinge duels» 19:00 uur | Hugo Rodallega 42' (pen.) Elkin Soto 89' |       |         | Camp Nou, Barcelona Toeschouwers: 10.500 Scheidsrechter: Ricardo Segura (ESP) |

|                                                        |                           |       |                                    |                                                                                       |
| 16 augustus Vriendschappelijk № 420 «onderlinge duels» | Chili                     | 1 – 2 | Colombia                           | Estadio Nacional, Santiago Toeschouwers: 15.000 Scheidsrechter: Jorge Larrionda (URU) |
| 16 augustus Vriendschappelijk № 420 «onderlinge duels» | Humberto Suazo 82' (pen.) |       | 68' Leider Preciado 88' Elkin Soto | Estadio Nacional, Santiago Toeschouwers: 15.000 Scheidsrechter: Jorge Larrionda (URU) |

### 2007
|                                                       |                    |       |                                                                          |                                                                                          |
| 7 februari Vriendschappelijk № 421 «onderlinge duels» | Colombia           | 1 – 3 | Uruguay                                                                  | Estadio General Santander, Cúcuta Toeschouwers: 22.105 Scheidsrechter: Jorge Hoyos (COL) |
| 7 februari Vriendschappelijk № 421 «onderlinge duels» | Hugo Rodallega 81' |       | 17' (pen.) Sebastián Abreu 61' (pen.) Sebastián Abreu 74' Gonzalo Vargas | Estadio General Santander, Cúcuta Toeschouwers: 22.105 Scheidsrechter: Jorge Hoyos (COL) |

|                                                     |                                                     |       |                           |                                                                            |
| 25 maart Vriendschappelijk № 422 «onderlinge duels» | Colombia                                            | 3 – 1 | Zwitserland               | Orange Bowl, Miami Toeschouwers: 16.000 Scheidsrechter: Terry Vaughn (USA) |
| 25 maart Vriendschappelijk № 422 «onderlinge duels» | Edixon Perea 5' Jhon Viáfara 57' Andrés Chitiva 85' |       | 39' (pen.) Alexander Frei | Orange Bowl, Miami Toeschouwers: 16.000 Scheidsrechter: Terry Vaughn (USA) |

|                                                     |                                             |       |          |                                                                                       |
| 28 maart Vriendschappelijk № 423 «onderlinge duels» | Colombia                                    | 2 – 0 | Paraguay | Estadio El Campín, Bogotá Toeschouwers: 32.000 Scheidsrechter: Mauricio Reinoso (ECU) |
| 28 maart Vriendschappelijk № 423 «onderlinge duels» | Aquivaldo Mosquera 32' Álvaro Domínguez 86' |       |          | Estadio El Campín, Bogotá Toeschouwers: 32.000 Scheidsrechter: Mauricio Reinoso (ECU) |

|                                                  |        |                                                                              |          |                                                                                                  |
| 9 mei Vriendschappelijk № 424 «onderlinge duels» | Panama | 0 – 4                                                                        | Colombia | Estadio Rommel Fernández, Panama-Stad Toeschouwers: 4.000 Scheidsrechter: Benito Archundia (MEX) |
| 9 mei Vriendschappelijk № 424 «onderlinge duels» |        | 20' Humberto Mendoza 58' César Valoyes 63' Hugo Rodallega 67' Yulian Anchico |          | Estadio Rommel Fernández, Panama-Stad Toeschouwers: 4.000 Scheidsrechter: Benito Archundia (MEX) |

|                                           |            |                    |          |                                                                                  |
| 3 juni Kirin Cup № 425 «onderlinge duels» | Montenegro | 0 – 1              | Colombia | Matsumoto Stadion, Nagano Toeschouwers: 10.070 Scheidsrechter: Kenji Ogiya (JPN) |
| 3 juni Kirin Cup № 425 «onderlinge duels» |            | 33' Radamel Falcao |          | Matsumoto Stadion, Nagano Toeschouwers: 10.070 Scheidsrechter: Kenji Ogiya (JPN) |

|                                           |       |       |          |                                                                                       |
| 5 juni Kirin Cup № 426 «onderlinge duels» | Japan | 0 – 0 | Colombia | Saitama Stadion, Saitama Toeschouwers: 45.091 Scheidsrechter: Nicolai Volquartz (DEN) |
| 5 juni Kirin Cup № 426 «onderlinge duels» |       |       |          | Saitama Stadion, Saitama Toeschouwers: 45.091 Scheidsrechter: Nicolai Volquartz (DEN) |

|                                                    |                                                     |       |                  |                                                                                             |
| 23 juni Vriendschappelijk № 427 «onderlinge duels» | Colombia                                            | 3 – 1 | Ecuador          | Estadio Metropolitano, Barranquilla Toeschouwers: 45.000 Scheidsrechter: Mayker Gómez (VEN) |
| 23 juni Vriendschappelijk № 427 «onderlinge duels» | Hugo Rodallega 16' Mario Yepes 30' Edixon Perea 79' |       | 10' Walter Ayoví | Estadio Metropolitano, Barranquilla Toeschouwers: 45.000 Scheidsrechter: Mayker Gómez (VEN) |

| Copa América |
| ------------ |

|                                                                 | |       |          | |
| 28 juni Copa América Groep C № 428 «onderlinge duels» 18:35 uur | Paraguay                                                                                                 | 5 – 0 | Colombia | Estadio José Pachencho Romero, Maracaibo Toeschouwers: 34.500 Scheidsrechter: Jorge Larrionda (URU) |
| 28 juni Copa América Groep C № 428 «onderlinge duels» 18:35 uur | Roque Santa Cruz 30' Roque Santa Cruz 46' Roque Santa Cruz 80' Salvador Cabañas 84' Salvador Cabañas 88' |       |          | Estadio José Pachencho Romero, Maracaibo Toeschouwers: 34.500 Scheidsrechter: Jorge Larrionda (URU) |

|                                                                |                                                                                             |       |                                       |                                                                                                  |
| 2 juli Copa América Groep C № 429 «onderlinge duels» 20:50 uur | Argentinië                                                                                  | 4 – 2 | Colombia                              | Estadio José Pachencho Romero, Maracaibo Toeschouwers: 40.000 Scheidsrechter: Carlos Simon (BRA) |
| 2 juli Copa América Groep C № 429 «onderlinge duels» 20:50 uur | Hernán Crespo 20' (pen.) Juan Román Riquelme 34' Juan Román Riquelme 45' Diego Milito 90+1' |       | 10' Edixon Perea 76' Jaime Castrillón | Estadio José Pachencho Romero, Maracaibo Toeschouwers: 40.000 Scheidsrechter: Carlos Simon (BRA) |

|                                                                |                  |                      |          |                                                                                                |
| 5 juli Copa América Groep C № 430 «onderlinge duels» 18:35 uur | Verenigde Staten | 0 – 1                | Colombia | Estadio Metropolitano, Barquisimeto Toeschouwers: 37.500 Scheidsrechter: Manuel Andarcia (VEN) |
| 5 juli Copa América Groep C № 430 «onderlinge duels» 18:35 uur |                  | 15' Jaime Castrillón |          | Estadio Metropolitano, Barquisimeto Toeschouwers: 37.500 Scheidsrechter: Manuel Andarcia (VEN) |

|  |  |  |  |  |  |  |  |  |

|                                                        |        |                      |          |                                                                                                  |
| 22 augustus Vriendschappelijk № 431 «onderlinge duels» | Mexico | 0 – 1                | Colombia | Dick's Sporting Goods Park, Commerce City Toeschouwers: 17.000 Scheidsrechter: Kevin Stott (USA) |
| 22 augustus Vriendschappelijk № 431 «onderlinge duels» |        | 52' Jaime Castrillón |          | Dick's Sporting Goods Park, Commerce City Toeschouwers: 17.000 Scheidsrechter: Kevin Stott (USA) |

|                                                        |                                       |       |                                       |                                                                               |
| 8 september Vriendschappelijk № 432 «onderlinge duels» | Peru                                  | 2 – 2 | Colombia                              | Estadio Nacional, Lima Toeschouwers: 50.000 Scheidsrechter: José Carpio (ECU) |
| 8 september Vriendschappelijk № 432 «onderlinge duels» | Paolo Guerrero 49' Paolo Guerrero 90' |       | 32' Wason Rentería 74' Radamel Falcao | Estadio Nacional, Lima Toeschouwers: 50.000 Scheidsrechter: José Carpio (ECU) |

|                                                         |                    |       |          |                                                                                     |
| 12 september Vriendschappelijk № 433 «onderlinge duels» | Colombia           | 1 – 0 | Paraguay | Estadio El Campín, Bogotá Toeschouwers: 10.000 Scheidsrechter: Georges Bucley (PER) |
| 12 september Vriendschappelijk № 433 «onderlinge duels» | Wason Rentería 37' |       |          | Estadio El Campín, Bogotá Toeschouwers: 10.000 Scheidsrechter: Georges Bucley (PER) |

|                                                     |          |       |          |                                                                                      |
| 14 oktober WK-kwalificatie № 434 «onderlinge duels» | Colombia | 0 – 0 | Brazilië | Estadio El Campín, Bogotá Toeschouwers: 41.000 Scheidsrechter: Carlos Amarilla (PAR) |
| 14 oktober WK-kwalificatie № 434 «onderlinge duels» |          |       |          | Estadio El Campín, Bogotá Toeschouwers: 41.000 Scheidsrechter: Carlos Amarilla (PAR) |

|                                                     |         |       |          |                                                                                            |
| 17 oktober WK-kwalificatie № 435 «onderlinge duels» | Bolivia | 0 – 0 | Colombia | Estadio Hernando Siles, La Paz Toeschouwers: 19.469 Scheidsrechter: Mauricio Reinoso (ECU) |
| 17 oktober WK-kwalificatie № 435 «onderlinge duels» |         |       |          | Estadio Hernando Siles, La Paz Toeschouwers: 19.469 Scheidsrechter: Mauricio Reinoso (ECU) |

|                                                      |                  |       |           |                                                                                   |
| 17 november WK-kwalificatie № 436 «onderlinge duels» | Colombia         | 1 – 0 | Venezuela | Estadio El Campín, Bogotá Toeschouwers: 28.273 Scheidsrechter: Rubén Selman (CHI) |
| 17 november WK-kwalificatie № 436 «onderlinge duels» | Rubén Bustos 82' |       |           | Estadio El Campín, Bogotá Toeschouwers: 28.273 Scheidsrechter: Rubén Selman (CHI) |

|                                                      |                                   |       |                  |                                                                                      |
| 21 november WK-kwalificatie № 437 «onderlinge duels» | Colombia                          | 2 – 1 | Argentinië       | Estadio El Campín, Bogotá Toeschouwers: 41.700 Scheidsrechter: Jorge Larrionda (URU) |
| 21 november WK-kwalificatie № 437 «onderlinge duels» | Rubén Bustos 62' Dayro Moreno 83' |       | 36' Lionel Messi | Estadio El Campín, Bogotá Toeschouwers: 41.700 Scheidsrechter: Jorge Larrionda (URU) |

### 2008
|                                                       |                                    |       |                                   |                                                                                          |
| 6 februari Vriendschappelijk № 438 «onderlinge duels» | Uruguay                            | 2 – 2 | Colombia                          | Estadio Centenario, Montevideo Toeschouwers: 31.000 Scheidsrechter: Líber Prudente (URU) |
| 6 februari Vriendschappelijk № 438 «onderlinge duels» | Edinson Cavani 78' Luis Suárez 86' |       | 24' Edixon Perea 73' Edixon Perea | Estadio Centenario, Montevideo Toeschouwers: 31.000 Scheidsrechter: Líber Prudente (URU) |

|                                                     |                                   |       |                    |                                                                                              |
| 25 maart Vriendschappelijk № 439 «onderlinge duels» | Honduras                          | 2 – 1 | Colombia           | Lockhart Stadium, Fort Lauderdale Toeschouwers: 20.000 Scheidsrechter: Edwin Jurisevic (USA) |
| 25 maart Vriendschappelijk № 439 «onderlinge duels» | David Suazo 30' Hendry Thomas 61' |       | 55' Wason Rentería | Lockhart Stadium, Fort Lauderdale Toeschouwers: 20.000 Scheidsrechter: Edwin Jurisevic (USA) |

|                                                  | |       |                                         |                                                                                               |
| 1 mei Vriendschappelijk № 440 «onderlinge duels» | Colombia                                                                                             | 5 – 2 | Venezuela                               | Estadio Alfonso López, Bucaramanga Toeschouwers: 20.000 Scheidsrechter: Víctor Carrillo (PER) |
| 1 mei Vriendschappelijk № 440 «onderlinge duels» | Hugo Rodallega 1' Roberto Polo 11' Giovanny Hernández 65' Hugo Rodallega 75' Luis Mosquera 85' (pen) |       | 10' Gabriel Cichero 44' Franklin Lucena | Estadio Alfonso López, Bucaramanga Toeschouwers: 20.000 Scheidsrechter: Víctor Carrillo (PER) |

|                                                             |                 |       |          |                                                                                    |
| 29 mei Vriendschappelijk № 441 «onderlinge duels» 21:00 uur | Ierland         | 1 – 0 | Colombia | Craven Cottage, Londen Toeschouwers: 15.000 Scheidsrechter: Mark Clattenburg (ENG) |
| 29 mei Vriendschappelijk № 441 «onderlinge duels» 21:00 uur | Robbie Keane 3' |       |          | Craven Cottage, Londen Toeschouwers: 15.000 Scheidsrechter: Mark Clattenburg (ENG) |

|                                                             |                         |       |          |                                                                              |
| 3 juni Vriendschappelijk № 442 «onderlinge duels» 21:00 uur | Frankrijk               | 1 – 0 | Colombia | Stade de France, Parijs Toeschouwers: 79.727 Scheidsrechter: Mike Dean (ENG) |
| 3 juni Vriendschappelijk № 442 «onderlinge duels» 21:00 uur | Franck Ribéry 25' (pen) |       |          | Stade de France, Parijs Toeschouwers: 79.727 Scheidsrechter: Mike Dean (ENG) |

|                                                            |                        |       |                   |                                                                                   |
| 14 juni WK-kwalificatie № 443 «onderlinge duels» 20:00 uur | Peru                   | 1 – 1 | Colombia          | Estadio Monumental, Lima Toeschouwers: 25.000 Scheidsrechter: Carlos Torres (PAR) |
| 14 juni WK-kwalificatie № 443 «onderlinge duels» 20:00 uur | Juan Carlos Mariño 40' |       | 8' Hugo Rodallega | Estadio Monumental, Lima Toeschouwers: 25.000 Scheidsrechter: Carlos Torres (PAR) |

|                                                            |         |       |          |                                                                                              |
| 18 juni WK-kwalificatie № 444 «onderlinge duels» 17:00 uur | Ecuador | 0 – 0 | Colombia | Estadio Olímpico Atahualpa, Quito Toeschouwers: 33.588 Scheidsrechter: Héctor Baldassi (ARG) |
| 18 juni WK-kwalificatie № 444 «onderlinge duels» 17:00 uur |         |       |          | Estadio Olímpico Atahualpa, Quito Toeschouwers: 33.588 Scheidsrechter: Héctor Baldassi (ARG) |

|                                                                  |                      |       |          |                                                                                       |
| 20 augustus Vriendschappelijk № 445 «onderlinge duels» 20:30 uur | Ecuador              | 1 – 0 | Colombia | Giants Stadium, East Rutherford Toeschouwers: 10.000 Scheidsrechter: Alex Trull (USA) |
| 20 augustus Vriendschappelijk № 445 «onderlinge duels» 20:30 uur | Cristian Benítez 39' |       |          | Giants Stadium, East Rutherford Toeschouwers: 10.000 Scheidsrechter: Alex Trull (USA) |

|                                                                |          |                      |         |                                                                                      |
| 6 september WK-kwalificatie № 446 «onderlinge duels» 18:20 uur | Colombia | 0 – 1                | Uruguay | Estadio El Campín, Bogota Toeschouwers: 35.024 Scheidsrechter: Leonardo Gaciba (BRA) |
| 6 september WK-kwalificatie № 446 «onderlinge duels» 18:20 uur |          | 15' Sebastián Eguren |         | Estadio El Campín, Bogota Toeschouwers: 35.024 Scheidsrechter: Leonardo Gaciba (BRA) |

|                                                                 |                                                                             |       |          |                                                                                       |
| 10 september WK-kwalificatie № 447 «onderlinge duels» 18:40 uur | Chili                                                                       | 4 – 0 | Colombia | Estadio Nacional, Santiago Toeschouwers: 47.459 Scheidsrechter: Jorge Larrionda (URU) |
| 10 september WK-kwalificatie № 447 «onderlinge duels» 18:40 uur | Gonzalo Jara 26' Humberto Suazo 38' Ismael Fuentes 48' Matías Fernández 71' |       |          | Estadio Nacional, Santiago Toeschouwers: 47.459 Scheidsrechter: Jorge Larrionda (URU) |

|                                                               |          |                     |          |                                                                                   |
| 11 oktober WK-kwalificatie № 448 «onderlinge duels» 18:20 uur | Colombia | 0 – 1               | Paraguay | Estadio El Campín, Bogota Toeschouwers: 26.000 Scheidsrechter: Pablo Lunati (ARG) |
| 11 oktober WK-kwalificatie № 448 «onderlinge duels» 18:20 uur |          | 9' Salvador Cabañas |          | Estadio El Campín, Bogota Toeschouwers: 26.000 Scheidsrechter: Pablo Lunati (ARG) |

|                                                               |          |       |          |                                                                                             |
| 15 oktober WK-kwalificatie № 449 «onderlinge duels» 22:00 uur | Brazilië | 0 – 0 | Colombia | Estádio do Maracanã, Rio de Janeiro Toeschouwers: 54.910 Scheidsrechter: Rubén Selman (CHI) |
| 15 oktober WK-kwalificatie № 449 «onderlinge duels» 22:00 uur |          |       |          | Estádio do Maracanã, Rio de Janeiro Toeschouwers: 54.910 Scheidsrechter: Rubén Selman (CHI) |

|                                                                  |                    |       |         |                                                                                     |
| 20 november Vriendschappelijk № 450 «onderlinge duels» 21:00 uur | Colombia           | 1 – 0 | Nigeria | Estadio El Campín, Bogota Toeschouwers: 10.000 Scheidsrechter: Alberto Duarte (COL) |
| 20 november Vriendschappelijk № 450 «onderlinge duels» 21:00 uur | Radamel Falcao 82' |       |         | Estadio El Campín, Bogota Toeschouwers: 10.000 Scheidsrechter: Alberto Duarte (COL) |

### 2009
|                                                        |                                        |       |       |                                                                                                |
| 11 februari Vriendschappelijk № 451 «onderlinge duels» | Colombia                               | 2 – 0 | Haïti | Estadio Hernán Ramírez Villegas, Pereira Toeschouwers: 20.000 Scheidsrechter: Óscar Ruiz (COL) |
| 11 februari Vriendschappelijk № 451 «onderlinge duels» | Vladimir Marín 14' Macnelly Torres 59' |       |       | Estadio Hernán Ramírez Villegas, Pereira Toeschouwers: 20.000 Scheidsrechter: Óscar Ruiz (COL) |

|                                                             |                                        |       |         |                                                                                       |
| 28 maart WK-kwalificatie № 452 «onderlinge duels» 19:20 uur | Colombia                               | 2 – 0 | Bolivia | Estadio El Campín, Bogotá Toeschouwers: 22.044 Scheidsrechter: Alfredo Intriago (ECU) |
| 28 maart WK-kwalificatie № 452 «onderlinge duels» 19:20 uur | Macnelly Torres 26' Wason Rentería 88' |       |         | Estadio El Campín, Bogotá Toeschouwers: 22.044 Scheidsrechter: Alfredo Intriago (ECU) |

|                                                             |                                   |       |          | |
| 31 maart WK-kwalificatie № 453 «onderlinge duels» 20:00 uur | Venezuela                         | 2 – 0 | Colombia | Estadio Polideportivo Cachamay, Puerto Ordaz Toeschouwers: 35.000 Scheidsrechter: Pablo Pozo (CHI) |
| 31 maart WK-kwalificatie № 453 «onderlinge duels» 20:00 uur | Nicolás Fedor 78' Juan Arango 82' |       |          | Estadio Polideportivo Cachamay, Puerto Ordaz Toeschouwers: 35.000 Scheidsrechter: Pablo Pozo (CHI) |

|                                                           |                 |       |          |                                                                                         |
| 6 juni WK-kwalificatie № 454 «onderlinge duels» 18:00 uur | Argentinië      | 1 – 0 | Colombia | Estadio Monumental, Buenos Aires Toeschouwers: 55.000 Scheidsrechter: René Ortubé (BOL) |
| 6 juni WK-kwalificatie № 454 «onderlinge duels» 18:00 uur | Daniel Díaz 56' |       |          | Estadio Monumental, Buenos Aires Toeschouwers: 55.000 Scheidsrechter: René Ortubé (BOL) |

|                                                            |                    |       |      |                                                                                             |
| 10 juni WK-kwalificatie № 455 «onderlinge duels» 18:00 uur | Colombia           | 1 – 0 | Peru | Estadio Atanasio Girardot, Medellín Toeschouwers: 32.300 Scheidsrechter: Carlos Simon (BRA) |
| 10 juni WK-kwalificatie № 455 «onderlinge duels» 18:00 uur | Radamel Falcao 25' |       |      | Estadio Atanasio Girardot, Medellín Toeschouwers: 32.300 Scheidsrechter: Carlos Simon (BRA) |

|                                                       |                                            |       |                         |                                                                                    |
| 7 augustus Vriendschappelijk № 456 «onderlinge duels» | Colombia                                   | 2 – 1 | El Salvador             | Robertson Stadium, Houston Toeschouwers: 20.418 Scheidsrechter: Jair Marrufo (USA) |
| 7 augustus Vriendschappelijk № 456 «onderlinge duels» | Teófilo Gutiérrez 12' Humberto Mendoza 87' |       | 64' Juan Carlos Moscoso | Robertson Stadium, Houston Toeschouwers: 20.418 Scheidsrechter: Jair Marrufo (USA) |

|                                                        |                    |       |                                             |                                                                                             |
| 12 augustus Vriendschappelijk № 457 «onderlinge duels» | Colombia           | 1 – 2 | Venezuela                                   | Giants Stadium, East Rutherford Toeschouwers: onbekend Scheidsrechter: Arkadiusz Prus (USA) |
| 12 augustus Vriendschappelijk № 457 «onderlinge duels» | Radamel Falcao 38' |       | 38' José Manuel Rey 72' Oswaldo Vizcarrondo | Giants Stadium, East Rutherford Toeschouwers: onbekend Scheidsrechter: Arkadiusz Prus (USA) |

|                                                                |                                              |       |         |                                                                                                |
| 5 september WK-kwalificatie № 458 «onderlinge duels» 15:30 uur | Colombia                                     | 2 – 0 | Ecuador | Estadio Atanasio Girardot, Medellín Toeschouwers: 42.000 Scheidsrechter: Sergio Pezzotta (ARG) |
| 5 september WK-kwalificatie № 458 «onderlinge duels» 15:30 uur | Jackson Martínez 82' Teófilo Gutiérrez 90+4' |       |         | Estadio Atanasio Girardot, Medellín Toeschouwers: 42.000 Scheidsrechter: Sergio Pezzotta (ARG) |

|                                                                |                                                       |       |                      |                                                                                         |
| 9 september WK-kwalificatie № 459 «onderlinge duels» 18:00 uur | Uruguay                                               | 3 – 1 | Colombia             | Estadio Centenario, Montevideo Toeschouwers: 30.000 Scheidsrechter: Carlos Torres (PAR) |
| 9 september WK-kwalificatie № 459 «onderlinge duels» 18:00 uur | Luis Suárez 7' Andrés Scotti 77' Sebastián Eguren 87' |       | 63' Jackson Martínez | Estadio Centenario, Montevideo Toeschouwers: 30.000 Scheidsrechter: Carlos Torres (PAR) |

|                                                         |                  |       |                                         |                                                                                  |
| 30 september Vriendschappelijk № 460 «onderlinge duels» | Mexico           | 1 – 2 | Colombia                                | Cotton Bowl, Dallas Toeschouwers: onbekend Scheidsrechter: Ricardo Salazar (USA) |
| 30 september Vriendschappelijk № 460 «onderlinge duels» | Paul Aguilar 90' |       | 45' Giovanni Moreno 80' Carlos Quintero | Cotton Bowl, Dallas Toeschouwers: onbekend Scheidsrechter: Ricardo Salazar (USA) |

|                                                               |                                          |       |                                                                           |                                                                                                   |
| 10 oktober WK-kwalificatie № 461 «onderlinge duels» 17:00 uur | Colombia                                 | 2 – 4 | Chili                                                                     | Estadio Atanasio Girardot, Medellín Toeschouwers: 18.000 Scheidsrechter: Víctor Hugo Rivera (PER) |
| 10 oktober WK-kwalificatie № 461 «onderlinge duels» 17:00 uur | Jackson Martínez 14' Giovanni Moreno 53' |       | 34' Waldo Ponce 35' Humberto Suazo 71' Jorge Valdivia 78' Fabián Orellana | Estadio Atanasio Girardot, Medellín Toeschouwers: 18.000 Scheidsrechter: Víctor Hugo Rivera (PER) |

|                                                               |          |                                     |          | |
| 14 oktober WK-kwalificatie № 462 «onderlinge duels» 20:00 uur | Paraguay | 0 – 2                               | Colombia | Estadio Defensores del Chaco, Asunción Toeschouwers: 17.503 Scheidsrechter: Paulo de Oliveira (BRA) |
| 14 oktober WK-kwalificatie № 462 «onderlinge duels» 20:00 uur |          | 61' Adrián Ramos 80' Hugo Rodallega |          | Estadio Defensores del Chaco, Asunción Toeschouwers: 17.503 Scheidsrechter: Paulo de Oliveira (BRA) |

Colfútbol · A-internationals · Selecties · Statistieken · Bondscoaches · Colombiaans vrouwenelftal · Olympisch elftal · Colombia U20 · Colombia U17
1938 – 1949 ·
1950 – 1959 ·
1960 – 1969 ·
1970 – 1979 ·
1980 – 1989 ·
1990 – 1999 ·
2000 – 2009 ·
2010 – 2019 ·
2020 – 2029
WK 1962 · 
WK 1990 · 
WK 1994 · 
WK 1998 · 
WK 2014 · 
WK 2018
OS 1968 · 
OS 1972 · 
OS 1980 · 
OS 1992 · 
OS 2016
1938 · 
1939 · 1940 · 1941 · 1942 · 1943 · 1944 · 
1946 · 
1947 · 
1948 · 
1949 · 
1950 · 1951 · 1952 · 1953 · 1954 · 1955 · 1956 · 
1957 · 
1958 · 1959 · 1960 · 
1961 · 
1962 · 
1963 · 
1964 · 
1965 · 
1966 · 
1967 · 
1968 · 
1969 · 
1970 · 
1971 · 
1972 · 
1973 · 
1974 · 
1975 · 
1976 · 
1977 · 
1978 · 
1979 · 
1980 · 
1981 · 
1982 · 
1983 · 
1984 · 
1985 · 
1986 · 
1987 · 
1988 · 
1989 · 
1990 ·
1991 · 
1992 · 
1993 · 
1994 · 
1995 · 
1996 · 
1997 · 
1998 · 
1999 · 
2000 · 
2001 · 
2002 · 
2003 · 
2004 · 
2005 · 
2006 · 
2007 · 
2008 · 
2009 · 
2010 · 
2011 · 
2012 · 
2013 · 
2014 · 
2015 · 
2016 · 
2017 ·
2018 ·
2019 ·
2020 ·
2021
Algerije ·
Argentinië ·
Australië ·
Bahrein ·
België ·
Bolivia · 
Brazilië ·
Canada ·
Chili ·
China · 
Costa Rica ·
Cuba ·
DDR ·
Duitsland ·
Ecuador ·
Egypte ·
El Salvador ·
Engeland ·
Finland ·
Frankrijk ·
Griekenland ·
Guatemala · 
Haïti ·
Honduras ·
Hongarije ·
Hongkong ·
Ierland ·
Irak ·
Israël ·
Ivoorkust ·
Jamaica ·
Japan ·
Joegoslavië ·
Jordanië ·
Kameroen ·
Koeweit · 
Liberia · 
Marokko ·
Mexico ·
Montenegro ·
Nederland ·
Nederlandse Antillen ·
Nicaragua ·
Nieuw-Zeeland · 
Nigeria ·
Noord-Ierland ·
Noorwegen ·
Panama ·
Paraguay ·
Peru ·
Polen ·
Puerto Rico ·
Qatar ·
Roemenië ·
Saoedi-Arabië ·
Schotland ·
Senegal ·
Servië ·
Slovenië ·
Slowakije ·
Sovjet-Unie ·
Spanje ·
Trinidad en Tobago ·
Tsjecho-Slowakije ·
Tunesië · 
Turkije · 
Uruguay ·
Venezuela ·
Verenigde Arabische Emiraten · 
Verenigde Staten ·
Zuid-Afrika ·
Zuid-Korea ·
Zweden ·
Zwitserland
Brazilië (2014) ·
Engeland (2018) ·
Griekenland (2014) ·
Ivoorkust (2014) ·
Japan (2014) ·
Japan (2018) ·
Polen (2018) ·
Senegal (2018) ·
Uruguay (2014)
AFC-zone: Afghanistan · Australië · Bahrein · Bangladesh · Bhutan · Brunei · Cambodja · China · Filipijnen · Guam · Hongkong · India · Indonesië · Iran · Irak · Japan · Jemen · Jordanië · Koeweit · Kirgizië · Laos · Libanon · Macau · Maleisië · Maldiven · Mongolië · Myanmar · Nepal · Noord-Korea · Oezbekistan · Oman · Oost-Timor · Pakistan · Palestina · Qatar · Saoedi-Arabië · Singapore · Sri Lanka · Syrië · Tadzjikistan · Taiwan · Thailand · Turkmenistan · Verenigde Arabische Emiraten · Vietnam · Zuid-Korea

CAF-zone: Algerije · Angola · Benin · Botswana · Burkina Faso · Burundi · Centraal-Afrikaanse Republiek · Comoren · Congo-Brazzaville · Congo-Kinshasa · Djibouti · Egypte · Equatoriaal-Guinea · Eritrea · Ethiopië · Gabon · Gambia · Ghana · Guinee · Guinee-Bissau · Ivoorkust · Kaapverdië · Kameroen · Kenia · Lesotho · Liberia · Libië · Madagaskar · Malawi · Mali  ·Mauritanië · Mauritius · Marokko · Mozambique · Namibië · Niger · Nigeria · Oeganda · Rwanda · Sao Tomé en Principe · Senegal · Seychellen · Sierra Leone · Soedan · Somalië · Swaziland · Tanzania · Togo · Tsjaad · Tunesië · Zambia · Zimbabwe · Zuid-Afrika

CONCACAF-zone: Amerikaanse Maagdeneilanden · Anguilla · Antigua en Barbuda · Aruba · Bahama's · Barbados · Belize · Bermuda · Britse Maagdeneilanden · Canada · Kaaimaneilanden · Costa Rica · Cuba · Dominica · Dominicaanse Republiek · El Salvador · Frans Guyana · Grenada · Guadeloupe · Guatemala · Guyana · Haïti · Honduras · Jamaica · Martinique · Mexico · Montserrat · 
Nicaragua · Panama · Puerto Rico · Saint Kitts en Nevis · Saint Lucia · Saint Vincent en de Grenadines · Sint Maarten · Suriname · Trinidad en Tobago · Turks- en Caicoseilanden · Verenigde Staten

CONMEBOL-zone: Argentinië · Bolivia · Brazilië · Chili · Colombia · Ecuador · Paraguay · Peru · Uruguay · Venezuela

OFC-zone: Amerikaans-Samoa · Cookeilanden · Fiji · Nieuw-Caledonië · Nieuw-Zeeland · Papoea-Nieuw-Guinea · Samoa · Salomoneilanden · Tahiti · Tonga · Vanuatu

UEFA-zone: Albanië · Andorra · Armenië · Azerbeidzjan · België · Bosnië en Herzegovina · Bulgarije · Cyprus · Denemarken · Duitsland · Engeland · Estland · Faeröer · Finland · Frankrijk · Georgië · Griekenland · Hongarije · IJsland · Ierland · Israël · Italië · Kazachstan · Kroatië · Letland · Liechtenstein · Litouwen · Luxemburg · Macedonië · Malta · Moldavië · Montenegro · Nederland · Noord-Ierland · Noorwegen · Oekraïne · Oostenrijk · Polen · Portugal · Roemenië · Rusland · San Marino · Schotland · Servië · Servië en Montenegro · Slovenië · Slowakije · Spanje · Tsjechië · Turkije · Wales · Wit-Rusland · Zweden · Zwitserland